# Hjalmar Branting
Karl Hjalmar Branting (1860. november 23. – 1925. február 24.) svéd szociáldemokrata politikus. 1920-ban, valamint 1921 1923 és 1924–1925 között Svédország miniszterelnöke. Ő volt az első miniszterelnök az országban, akit általános választáson választottak meg, valamint az első szociáldemokrata kormányfő.
1921-ben béke Nobel-díjat kapott.